# Саласар, Яир
Яи́р Аа́рон Саласа́р Монда́ка (исп. Yahir Aaron Salazar Mondaca; род. 19 января 2005) — чилийский футболист, защитник клуба «Универсидад де Чили».

## Клубная карьера
Саласар — воспитанник клуба «Универсидад де Чили». 30 октября 2022 года в матче против «Уачипато» он дебютировал в чилийской Примере. В начале 2023 года Яир на правах аренды перешёл в «Уачипато». 9 апреля в матче Кубка Чили против «Теньенте Мерино» он дебютировал за основной состав. В 2024 году Саласар был арендован «Сан-Луис Кильота». 6 августа в матче против «Рейнджерс» он дебютировал в чилийской Примеры B. По окончании аренды игрок вернулся в Универсидад де Чили.

## Международная карьера
В 2023 году в составе молодёжной сборной Чили Саласар принял участие в молодёжном чемпионате Южной Америки в Колумбии. На турнире он сыграл в матчах против сборных Венесуэлы, Эквадора, Боливии и Уругвая.
В 2025 году Саласар в составе молодёжной сборной Чили во второй раз принял участие в молодёжном чемпионате Южной Америки в Венесуэле.